# Мувман Маседониан
„Мувман Маседониан“ (на френски: Le Mouvement Macedonien, в превод Македонско движение) е български вестник, излизал в Париж на френски език от 5 април 1902 до 1903 година.
Вестникът излиза два пъти в месеца – на 5 и 20 число, като общо излизат 24 броя. Редактор е Симеон Радев, подпомаган от Владимир Робев, секретар на редакцията. Вестникът цели да запознава френското и европейското обществено мнение с Македонския въпрос и исканията на българското население в Македония.